# АФК Астра
АФК „Астра“ (Гюргево) (на румънски: Asociația Fotbal Club Astra Giurgiu, Асочация Фотбал Клуб Астра Джурджу) е футболен клуб от град Гюргево, Румъния.

## История
Основан е през 1921 г. в град Плоещ под името „Астра-Ромъна“ СК. През септември 2012 г. тимът носи името ФК „Астра“ (Плоещ), след което собственикът на отбора Йоан Никулае решава да измести седалището на отбора в град Гюргево заради съперничеството с другия местен клуб ФК Петролул (Плоещ).

## Предишни имена
| Години | Име                                                   |
| ------ | ----------------------------------------------------- |
| 1921   | КС „Астра-Ромъна“ (Плоещ) Clubul Sportiv Astra-Română |
| 1934   | „Астра Ромъна Кампина“ (Плоещ) Astra Română Câmpina   |
| 1937   | „Астра Ромъна“ (Плоещ) Astra Română Ploiești          |
| 1938   | „Коломбия“ (Плоещ) Colombia Ploiești                  |
| 1945   | „Астра Ромъна“ (Плоещ) Astra Română Ploiești          |
| 1959   | „Рафинорул“ (Плоещ) Rafinorul Ploiești                |
| 1990   | КС „Астра“ (Плоещ) CS Astra Ploiești                  |
| 1996   | АС „Данубина“ (Плоещ) AS Danubiana Ploiești           |
| 1998   | СК ФК „Астра“ (Плоещ) SC FC Astra Ploiești            |
| 2005   | КСМ „Плоещ“ CSM Ploiești                              |
| 2007   | ФК „Плоещ“ FC Ploiești                                |
| 2009   | ФК „Астра“ (Плоещ) FC Astra Ploiești                  |
| 2012   | ФК „Астра“ (Гюргево) FC Astra Giurgiu                 |

## Срещи с български отбори
„Астра“ се е срещал с български отбори в контролни срещи.

### „Лудогорец“
С „Лудогорец“ се е срещал два пъти. Първата среща е на 26 юни 2012 г. в Австрия като срещата завършва 1 – 0 за „Лудогорец“ . Втората среща е на 9 октомври 2015 г. в Разград като срещата завършва 3-1 за „Лудогорец“ .

## Успехи
- Лига I:
  -  Шампион (1): 2015/16
  -  Второ място (1): 2013/14
- Купа на Румъния:
  -  Носител (1): 2013/14
  -  Финалист (3): 2016/17, 2018/19, 2020/21
- Суперкупа на Румъния
  -  Носител (2): 2014, 2016
- Лига II:
  -  Шампион (1): 1997/98
- Лига III:
  -  Шампион (1): 2007/08

## Български футболисти
- Пламен Илиев: 2017/19 (49 мача - 0 гола)
- Георги Китанов: 2019/20 (13 мача - 0 гола)